# Küchengraben
Der Küchengraben ist ein knapp zwei Kilometer langer Bach in unterfränkischen Landkreis Main-Spessart, der aus zuletzt nordöstlicher Richtung kommend von links in den Rechtenbach mündet.

## Verlauf
Der Küchengraben entspringt im Südöstlichen Sandsteinspessart auf dem Gebiet der ehemals gemeinfreien Gemarkung Rothenberg in einer Höhe von etwa 440 m ü. NHN am bewaldeten Westhang des Rothenberges (456 m) etwa einen Kilometer nordöstlich von Rechtenbach.
Der Bach fließt zunächst etwa 800 m in südlicher Richtung durch den Wald und wird dann auf seiner rechten Seite von einem Waldbächlein gespeist. Nach knapp weiteren 800 m nimmt der Küchengraben diesmal von links den Abfluss der Kobertsquelle auf und wendet sich dann nach Südwesten. Knapp 300 m bachabwärts verlässt der Küchengraben den Wald, unterquert die B 26, passiert dabei die Gemarkungsgrenze nach Rechtenbach und mündet schließlich 350 m unterhalb der Mühle am südöstlichen Ortsende von Rechtenbach auf etwa 297 m ü. NHN von  links in den aus dem Nordwesten heranfließenden Rechtenbach.